# Centrisme radical
El centrisme radical és una filosofia política que va sorgir als països occidentals, especialment als Estats Units i la Gran Bretanya, en l'últim terç del segle xx. Al principi es va definir de moltes maneres però al començament del segle XXI van aparèixer una sèrie de textos i organitzacions d'investigació (think tanks) que li van donar a aquesta filosofia una forma més desenvolupada.
El terme "radical" es refereix a la bona disposició de la major part dels centristes radicals per a exigir una reforma profunda de les institucions.